# Lista över byggnadsminnen i Kronobergs län
Förteckning över byggnadsminnen i Kronobergs län.

## Alvesta kommun
| Namn                                        | Ursprunglig funktion                          | Byggår | Arkitekt | Plats    | Läge               | Anläggnings-ID | Bild                                    |
| ------------------------------------------- | --------------------------------------------- | ------ | -------- | -------- | ------------------ | -------------- | --------------------------------------- |
| Alvesta stationshus (Alvesta 11:1)          | Järnvägsstation (1 byggnad)                   | 1905   |          | Alvesta  | 56.89904, 14.55685 |                | Ladda upp en till bild av denna byggnad |
| Alvesta tingshus (Gästgivaren 2)            | Tingshus,Arrest och häkte (2 byggnader)       | 1907   |          | Alvesta  | 56.89846, 14.55139 |                | Ladda upp en bild av denna byggnad      |
| Gåvetorps herrgård (Gåvetorp 6:1 och 7:10)  | Herrgård,Säteri (16 byggnader)                | 1803   |          | Lekaryd  | 56.95051, 14.58205 |                | Ladda upp en bild av denna byggnad      |
| Halmhyddorna på Kronobergshed (Dansjö 2:41) | Mötes-, exercis- och lägerplats (2 byggnader) | 1841   |          | Lekaryd  | 56.97150, 14.56500 |                | Ladda upp en bild av denna byggnad      |
| Huseby bruk (Huseby 1:1 m fl)               | Bruk,Herrgård,Bruksherrgård (27 byggnader)    | 1844   |          | Skatelöv | 56.77858, 14.59004 |                | Ladda upp en till bild av denna byggnad |
| Riksdagsmannagården (Krigaren 1)            | Bondgård (5 byggnader)                        | 1788   |          | Alvesta  | 56.89831, 14.55270 |                | Ladda upp en till bild av denna byggnad |

## Lessebo kommun
| Namn                                                          | Ursprunglig funktion        | Byggår             | Arkitekt       | Plats    | Läge               | Anläggnings-ID | Bild                                    |
| ------------------------------------------------------------- | --------------------------- | ------------------ | -------------- | -------- | ------------------ | -------------- | --------------------------------------- |
| Glashusen i Kosta (Kosta 3:30 m fl)                           | Bostadshus (5 byggnader)    | 1955               | Bruno Mathsson | Kosta    | 56.85064, 15.39829 |                | Ladda upp en till bild av denna byggnad |
| Södra kyrkstallarna i Ljuder (Ljuders prästgård 1:13 (fd1:1)) | Stall,Kyrkstall (1 byggnad) | 1800-talets början |                | Ljuder   | 56.68042, 15.31615 |                | Ladda upp en till bild av denna byggnad |
| Transjö Folkets hus (Transjö 1:53 (fd1:5))                    | Folkets hus (2 byggnader)   | 1926               |                | Ekeberga | 56.78827, 15.41636 |                | Ladda upp en bild av denna byggnad      |

## Ljungby kommun
| Namn                                       | Ursprunglig funktion          | Byggår | Arkitekt | Plats   | Läge                 | Anläggnings-ID | Bild                                    |
| ------------------------------------------ | ----------------------------- | ------ | -------- | ------- | -------------------- | -------------- | --------------------------------------- |
| Kvarteret Gertrud 25 (Gertrud 25)          | Bostadshus (2 byggnader)      | 1904   |          | Ljungby | 56.82996, 13.93950   |                | Ladda upp en till bild av denna byggnad |
| Hamneda gamla gästgivaregård (Hamneda 1:7) | Gästgivargård (2 byggnader)   | 1754   |          | Hamneda | 56.69256, 13.84240   |                | Ladda upp en bild av denna byggnad      |
| Ryssby garveri (Tuna 8:2)                  | Garveri                       | 1861   |          | Ryssby  | 56.864223, 14.167804 |                | Ladda upp en till bild av denna byggnad |
| Sällebergs herrgård (Sälleberg 1:11)       | Herrgård,Säteri (2 byggnader) | 1754   |          | Ryssby  | 56.85725, 14.23291   |                | Ladda upp en bild av denna byggnad      |

## Markaryds kommun
| Namn | Ursprunglig funktion | Byggår | Arkitekt | Plats | Läge | Anläggnings-ID | Bild |
| ---- | -------------------- | ------ | -------- | ----- | ---- | -------------- | ---- |

## Tingsryds kommun
| Namn                                                 | Ursprunglig funktion            | Byggår | Arkitekt | Plats      | Läge               | Anläggnings-ID | Bild                               |
| ---------------------------------------------------- | ------------------------------- | ------ | -------- | ---------- | ------------------ | -------------- | ---------------------------------- |
| Linneryds kyrkstallar och sockenstuga (Linneryd 3:5) | Stall,Sockenstuga (5 byggnader) | 1866   |          | Linneryd   | 56.65667, 15.13033 |                | Ladda upp en bild av denna byggnad |
| Linneryds sockenmagasin (Linneryd 5:89)              | Sockenmagasin (1 byggnad)       | 1850   |          | Linneryd   | 56.65785, 15.13158 |                | Ladda upp en bild av denna byggnad |
| Lidhems säteri (Line 7:1)                            | Säteri (14 byggnader)           | 1798   |          | Väckelsång | 56.66209, 14.88210 |                | Ladda upp en bild av denna byggnad |

## Uppvidinge kommun
| Namn                                      | Ursprunglig funktion                    | Byggår | Arkitekt | Plats                | Läge               | Anläggnings-ID | Bild                                    |
| ----------------------------------------- | --------------------------------------- | ------ | -------- | -------------------- | ------------------ | -------------- | --------------------------------------- |
| Lenhovda gamla tingshus (Lenhovda 3:15)   | Tingshus (2 byggnader)                  | 1780   |          | Lenhovda             | 56.99715, 15.28520 |                | Ladda upp en till bild av denna byggnad |
| Norrhults Folkets hus (Norrhult 3:579     | Folkets hus,Park,Folkpark (3 byggnader) | 1936   |          | Norrhult-Klavreström | 57.12103, 15.16593 |                | Ladda upp en bild av denna byggnad      |
| Rosdala glasbruk (Norrhult 60:1 och 60:3) | Bruk (23 byggnader)                     | 1900   |          | Norrhult-Klavreström | 57.12204, 15.17359 |                | Ladda upp en till bild av denna byggnad |

## Växjö kommun
| Namn                                                                                    | Ursprunglig funktion                           | Byggår                                                         | Arkitekt                  | Plats              | Läge               | Anläggnings-ID | Bild                                                                      |
| --------------------------------------------------------------------------------------- | ---------------------------------------------- | -------------------------------------------------------------- | ------------------------- | ------------------ | ------------------ | -------------- | ------------------------------------------------------------------------- |
| Karolinerhuset (Domkyrkan 1; f.d. Gymnasiet 1)                                          | Skola,Läroverk,Katedralskola (1 byggnad)       | 1715                                                           |                           | Växjö              | 56.87781, 14.81229 |                | Se fler bilder av denna byggnad · Ladda upp en till bild av denna byggnad |
| Växjö Teater (Tullen 17; f.d. Teatern 6)                                                | Teater,Operahus (1 byggnad)                    | 1849                                                           | Theodor Anckarsvärd       | Växjö              | 56.87984, 14.80341 |                | Se fler bilder av denna byggnad · Ladda upp en till bild av denna byggnad |
| Smålands museum, Växjö (Museet 3) Gamla Domprostgården (Museet 4)                       | Boställe,Prästgård,Museum (2 byggnader)        | 1885, 1750 (prästgården)                                       |                           | Växjö              | 56.87593, 14.80795 |                | Se fler bilder av denna byggnad · Ladda upp en till bild av denna byggnad |
| Dädesjö gamla prästgård (Dädesjö 1:9; f.d 1:1)                                          | Boställe,Prästgård (8 byggnader)               | 1800-talets början                                             |                           | Dädesjö            | 57.01231, 15.10753 |                | Ladda upp en bild av denna byggnad                                        |
| Lilla Björka (Berg 16:1 och 17:1)                                                       | Bostadshus (3 byggnader)                       | 1924                                                           |                           | Berg               | 57.08057, 14.71148 |                | Se fler bilder av denna byggnad · Ladda upp en till bild av denna byggnad |
| Gamla och stora hospitalsbyggnaden, Sankt Sigfrids sjukhus (Växjö 11:40; f.d. Stg 2097) | Stall,Mentalsjukhus (2 byggnader)              | 1826 (gamla hospitalbyggnaden), 1857 (stora hospitalbyggnaden) |                           | Växjö              | 56.86690, 14.82719 |                | Se fler bilder av denna byggnad · Ladda upp en till bild av denna byggnad |
| Gårdsby säteri (Gårdsby 6:13)                                                           | Herrgård (20 byggnader)                        | 1700-talets andra hälft                                        |                           | Gårdsby            | 56.96000, 14.89335 |                | Ladda upp en bild av denna byggnad                                        |
| Jätsbergs herrgård (Jätsberg 1:18)                                                      | Herrgård (11 byggnader)                        | 1655                                                           |                           | Jät                | 56.68016, 14.81202 |                | Ladda upp en till bild av denna byggnad                                   |
| Lilla Gunnarbo (Hov ödegård 10)                                                         | Bostadshus (2 byggnader)                       | 1908                                                           |                           | Växjö              | 56.88837, 14.80686 |                | Ladda upp en bild av denna byggnad                                        |
| Logehuset i Drev (Drev 8:4)                                                             | Nykterhetsloge (1 byggnad)                     | 1914                                                           |                           | Drev               | 57.06895, 14.99997 |                | Ladda upp en bild av denna byggnad                                        |
| Ordenshuset Asa-Thor (Asa-Kråketorp S:1)                                                | Nykterhetsloge (1 byggnad)                     | 1925                                                           |                           | Asa                | 57.18445, 14.77384 |                | Ladda upp en bild av denna byggnad                                        |
| Skälsnäs ryttmästarboställe (Skälsnäs 1:1)                                              | Boställe,Officersboställe,Säteri (7 byggnader) | 1737                                                           |                           | Tjureda            | 56.98094, 14.74232 |                | Ladda upp en bild av denna byggnad                                        |
| Gamla Riksbankshuset, Växjö (Lyktan 4)                                                  | Bank,Hypoteksförening (1 byggnad)              | 1911                                                           |                           | Växjö              | 56.87880, 14.81074 |                | Se fler bilder av denna byggnad · Ladda upp en till bild av denna byggnad |
| Residenset, Växjö (Residenset 1)                                                        | Residens (1 byggnad)                           | 1848                                                           | Carl-Gustaf Blom-Carlsson | Växjö (Stortorget) | 56.87895, 14.80946 |                | Se fler bilder av denna byggnad · Ladda upp en till bild av denna byggnad |
| Åryds bruk (Åryd 1:31)                                                                  | Herrgård,Bruksherrgård (1 byggnad)             | 1829                                                           |                           | Åryd               | 56.82459, 14.98792 |                | Ladda upp en till bild av denna byggnad                                   |
| Östrabo biskopsgård (Östrabo 1; f.d. 1:1)                                               | Biskopsgård (7 byggnader)                      | 1792-1796                                                      | Olof Tempelman            | Växjö              | 56.87955, 14.81888 |                | Ladda upp en till bild av denna byggnad                                   |
| Christina Nilssons födelsehem, Snugge (Sjöabol 1:5)                                     | Bostadshus                                     | 1700-talet                                                     |                           | Verslöv            | 56.81087, 14.66218 |                | Ladda upp en bild av denna byggnad                                        |

## Älmhults kommun
| Namn                                                                             | Ursprunglig funktion                    | Byggår | Arkitekt | Plats       | Läge               | Anläggnings-ID | Bild                                    |
| -------------------------------------------------------------------------------- | --------------------------------------- | ------ | -------- | ----------- | ------------------ | -------------- | --------------------------------------- |
| Emanuelskapellet i Delary (Sköldsbygd 1:11 (tidigare Sköldsbygd Östergård 1:11)) | Frikyrka (1 byggnad)                    | 1895   |          | Delary      | 56.53951, 13.95486 |                | Ladda upp en bild av denna byggnad      |
| Råshult (Råshult 2:1)                                                            | Boställe,Prästgård (3 byggnader)        | 1731   |          | Stenbrohult | 56.61824, 14.19947 |                | Ladda upp en till bild av denna byggnad |
| Stora Kölaboda (Kölaboda 3:23 (f.d 3:2))                                         | Boställe,Officersboställe (3 byggnader) | 1849   |          | Delary      | 56.54986, 13.97590 |                | Ladda upp en bild av denna byggnad      |